# 亀井理那
亀井 理那（かめい りな、1992年10月7日 - ）は、日本の女優。
東京都出身。亀井絵里（元モーニング娘。）の実妹。
ワンダーヴィレッジ所属。かつてはCES、その後グラヴィティに所属していた。夫は俳優の朝川優。

## 出演

### テレビドラマ
- なでしこ隊〜少女達だけが見た特攻隊封印された23日間〜（2008年9月20日、フジテレビ） - 鈴村勝代 役
- 上地雄輔ひまわり物語（2009年3月14日、フジテレビ）
- 月の恋人〜Moon Lovers〜 第5話（2010年6月7日、フジテレビ）
- 臨死!!江古田ちゃん 第4話・第8話（2011年、日本テレビ）
- コウノドリ（2015年10月16日 - 12月18日、TBS） - 白井香歩 役
- 嫌われ監察官 音無一六 season1 第2話（2022年5月13日、テレビ東京）
- バツコイ（2024年10月20日 - 2025年1月5日、BSテレビ東京） - 絹田莉帆 役[6]

### その他のテレビ番組
- いないいないばあっ! あつまれ!ワンワンわんだーらんど（2010年5月 - 2013年3月、NHK Eテレ）
- てれらじ あらぶんちょ!（2020年 - 、東京ケーブルネットワーク） - ナビゲーター

### 映画
- 深海獣雷牙（2009年、監督：林家しん平） - みき 役
- 再恋（サイレン）SIREN（2017年、監督：中田圭）
- はなうたの鳴るほうへ（2020年、監督：加藤秀麻） - ミカコ 役

### 舞台
- SAMURAI挽歌〜房州幕末編〜（2011年3月15日 - 21日、全労済ホールスペース・ゼロ）
- 蘇州夜曲（2011年7月13日 - 18日、紀伊國屋ホール）
- FREE(S)プロデュース公演「第二章 Dream-sunflower-」（2012年7月18日 - 22日、エコー劇場）
- 桃太郎外伝 〜黄金の夜明け〜（2012年10月18日 - 21日、築地ブディストホール） - 瓜子姫 役
- GROW -愚郎-（2012年11月2日 - 4日、恵比寿・エコー劇場）
- SAMURAI挽歌II〜紀州の魂〜（2012年11月30日・12月2日・5日 - 7日、紀伊國屋ホール） - ゲスト出演
- FROG -新撰組寄留記-（2013年2月1日 - 4日、六行会ホール） - みとせ / トシミ 役
- ゴブレイシアター第2章「cafe & restaurant キングリア」（2013年4月2日 - 7日、Live theater間〜まほろ〜） - 主演
- ノスタルジア第2回公演「ティーガーデンで逢いましょう」（2013年6月18日 - 23日、劇場HOPE） - 伊達ちあき 役
- 踊るOH!遊戯（2013年7月11日 - 15日、相鉄本多劇場） - 藤堂直美 役
- Short Sweet Story 夏の特別編（2013年7月25日 - 28日、シアターサンモール）
- 水木英昭プロデュース＆曾我泰久「眠れぬ夜のLove ストーリーズvol.1」（2013年10月1日-10日、21日-27日、千本桜ホール）
- 劇団マツモトカズミ第四回公演「結婚の偏差値II DEAD OR ALIVE」（2014年9月10日 - 23日、新宿村LIVE）
- BIG FIGHTER PROJECT「キャプテンハーロック〜次元航海〜」（2016年6月8日 - 12日、新宿村LIVE / 2017年1月9日 - 13日、大阪市中央公会堂） - ヒステリアス役
- 100点un・チョイス!旗揚げ公演「とけないまま、とけていく」（2015年1月14日 - 18日、キンケロ・シアター）
- SEPT presents『ZEST』Ep.3「repeat」（2017年3月17日 - 20日、Future SEVEN）
- たま企画リターンズ「メシアは二度殺される」（2017年4月20日 - 23日、ウッディシアター中目黒）
- ギア-GEAR- East Version（2017年12月25日 - 2019年9月29日、千葉ポートシアター） ドール 役 ※クアドラプルキャスト
- ABsun公演「RUN FOR YOUR WIFE」「CAUGHT IN THE NET」（2019年4月10日 - 15日・11月13日 - 18日、シアターブラッツ）
- ABsun番外公演Vol.3「あっちむいてほいっ」（2019年7月12日 - 14日、高円寺K'sスタジオ本館）
- 秋山純監督JACOFes〜sakura tomorrow〜 舞台版「刑事JACOK」（2020年12月1日 - 2日、ユーロライブ）
- ViStar PRODUCE vol.0「引き結び〜紬ぎ結ぶは はじまりの糸〜」（2021年5月19日 - 23日、テアトルBONBON） ※ダブルキャスト

### ラジオ
- ちょこっとりなこにお時間ください♪（2018年4月19日・5月17日・6月21日、レインボータウンFM）

### 配信
- 携帯音楽ドラマ DOR@MO 「美少女☆蟹工船」 エピソード1 （2009年） - 綾 役
- 水木英昭プロデュース公演『蘇州夜曲』 スピンオフ携帯ドラマ（2011年11月） - ローズ 役
- 50本ノック企画オンラインステージ「孤独 前編【深水彩紗】」（2021年5月） - 主演・深水彩紗 役

### CM
- 花王 ビオレさらさらパウダーシート〜ロッカールーム編〜（2011年）
- あしたのチーム コーポレートムービー（2020年） - 詩織 役

### ミュージック・ビデオ
- ユニコーン「ぶたぶた」（2011年、キューンレコード）